# Janez Zupan
Janez Zupan (ur. 4 sierpnia 1989 w Lublanie) – słoweński wioślarz.

## Osiągnięcia
- Mistrzostwa Świata U-23 – Glasgow 2007 – czwórka bez sternika – 13. miejsce[1].
- Mistrzostwa Świata U-23 – Račice 2009 – czwórka podwójna – 18. miejsce[1].
- Mistrzostwa Europy – Brześć 2009 – czwórka podwójna – 17. miejsce[1].